# August Böckh
August Böckh (ur. 24 listopada 1785 w Karlsruhe, zm. 3 sierpnia 1867 w Berlinie) – niemiecki filolog klasyczny.
W 1807 habilitował się i został profesorem w Heidelbergu, a 1811 w Berlinie. Zainicjował badania nad życiem politycznym, społeczno-ekonomicznym i kulturalnym starożytnych Greków i Rzymian na podstawie tekstów pisarzy antycznych (Staatshaushaltung der Athener, 1817). Poza tym zebrał i opracował Corpus Inscriptionum Graecarum (t. 1 i 2, 1828–1843). W 1842 odznaczony został Pour le Mérite za Naukę i Sztukę